# Maysville (Oklahoma)
Maysville – miasto w Stanach Zjednoczonych, w stanie Oklahoma, w hrabstwie Garvin.